# Jyrängönvirta
Jyrängönvirta är ett vattendrag i Finland. Det ligger i Heinola i landskapet Päijänne-Tavastland, i den södra delen av landet, 130 km nordost om huvudstaden Helsingfors.